# Eucoptacra poecila
Eucoptacra poecila is een rechtvleugelig insect uit de familie veldsprinkhanen (Acrididae). De wetenschappelijke naam van deze soort werd voor het eerst geldig gepubliceerd in 1939 door Boris Petrovich Uvarov.